# 랩 (음식)
랩(영어: wrap)은 토르티야나 라바시, 로티, 피타 등 납작빵에 여러 가지 소를 넣고 말아 싼 음식이다.

## 종류

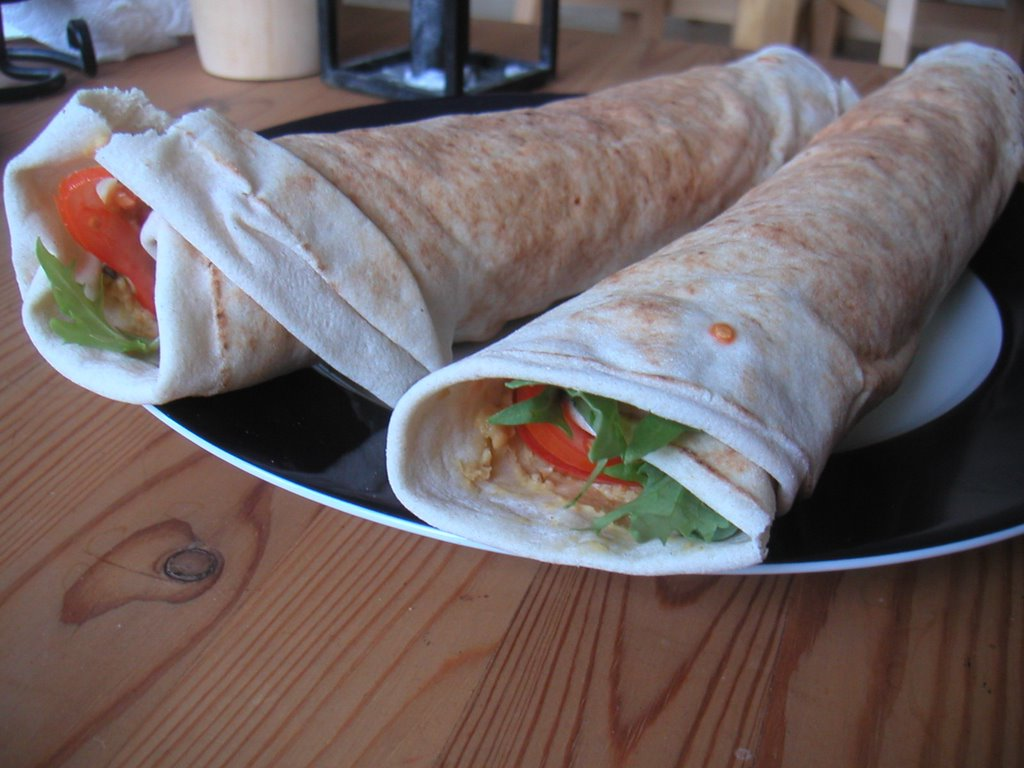
뒤륌
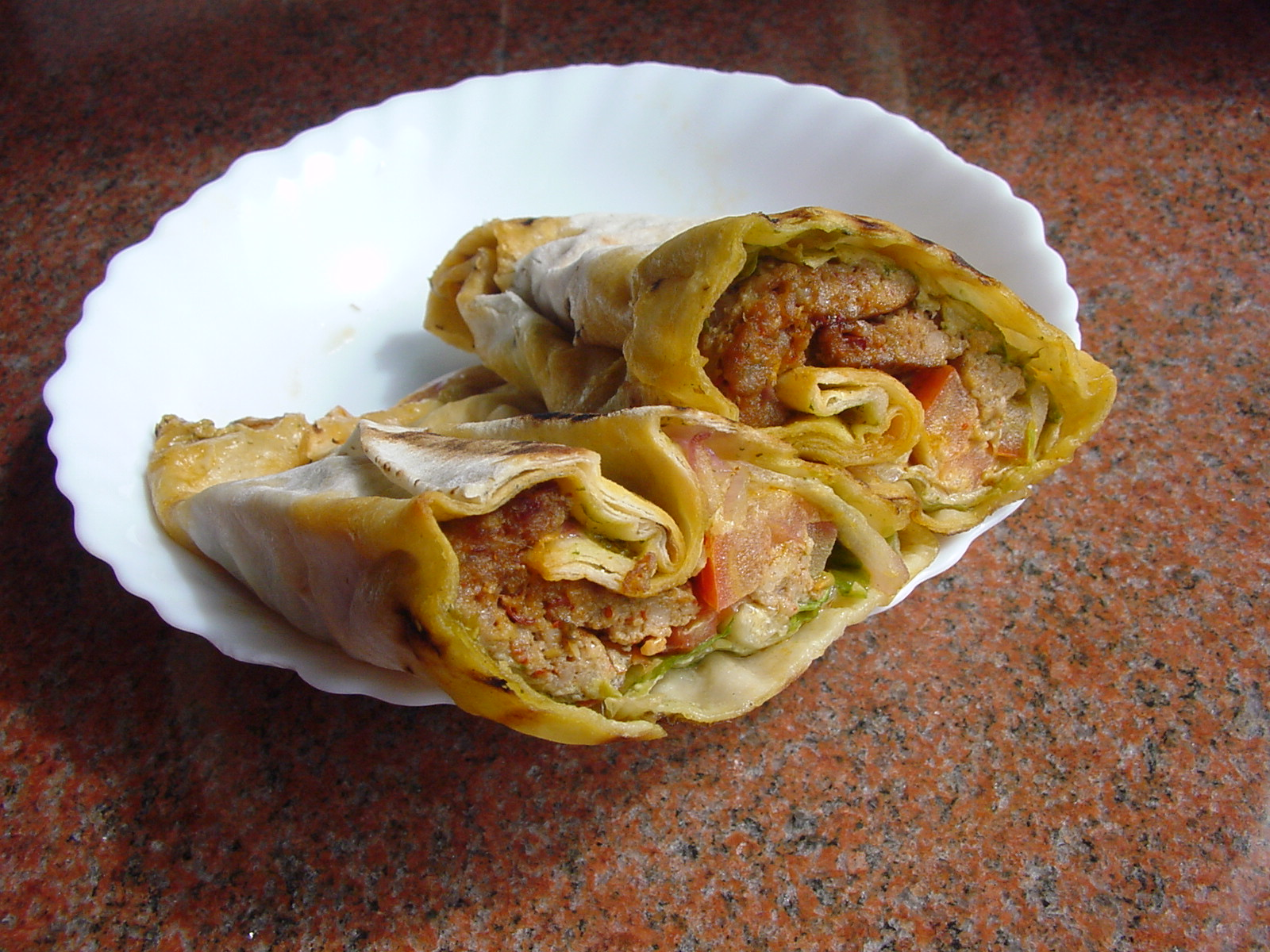
로티
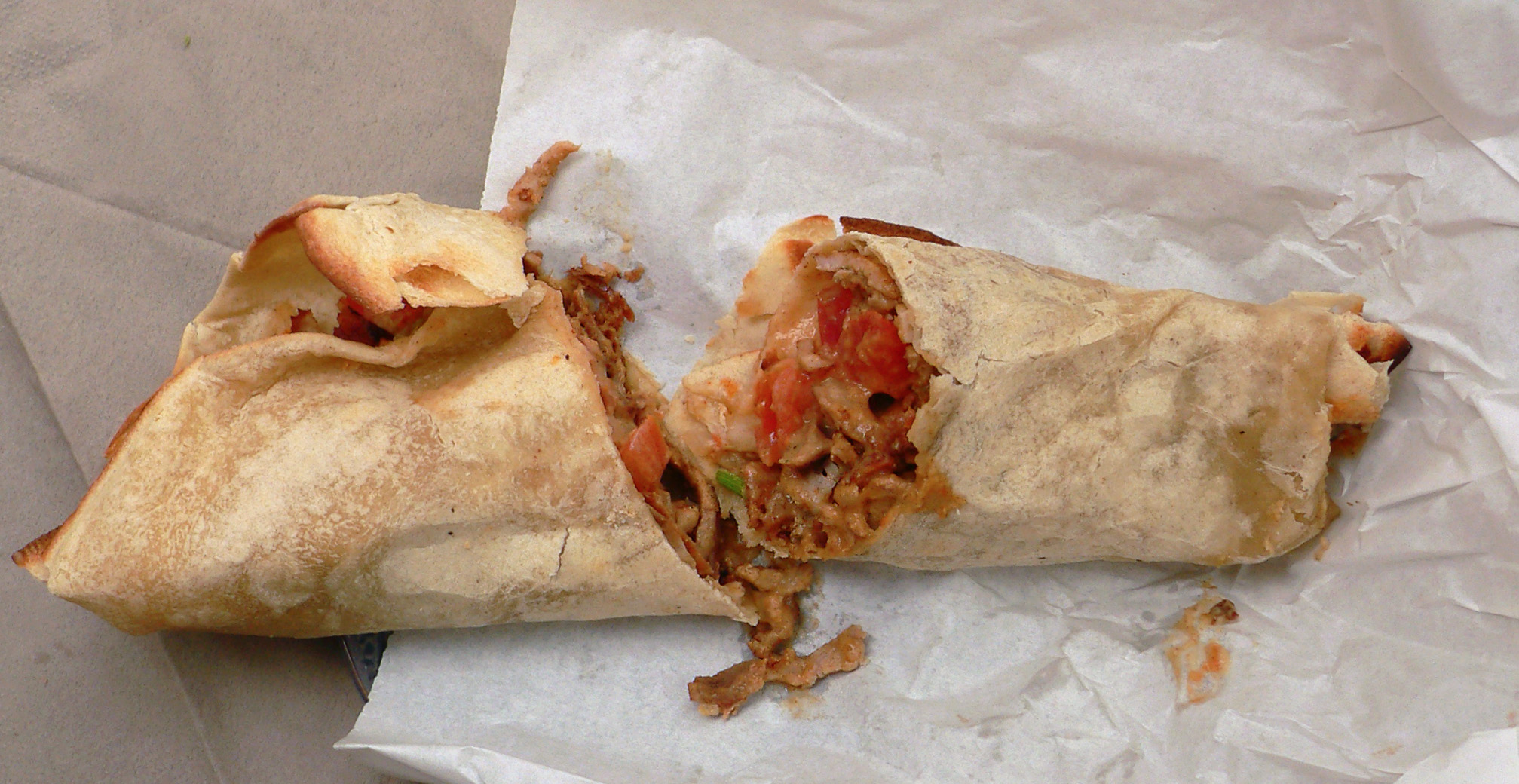
롤로
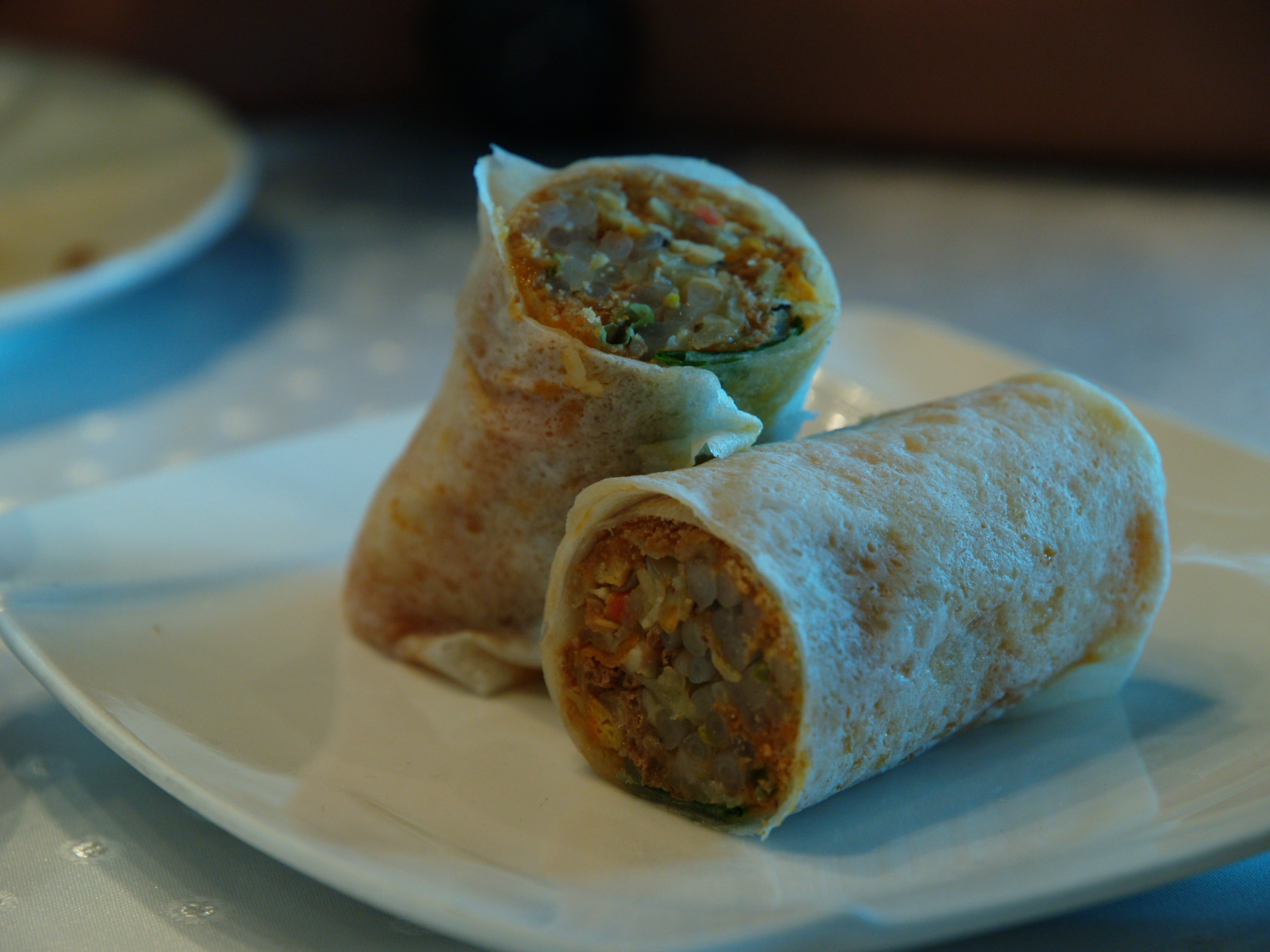
룬빙
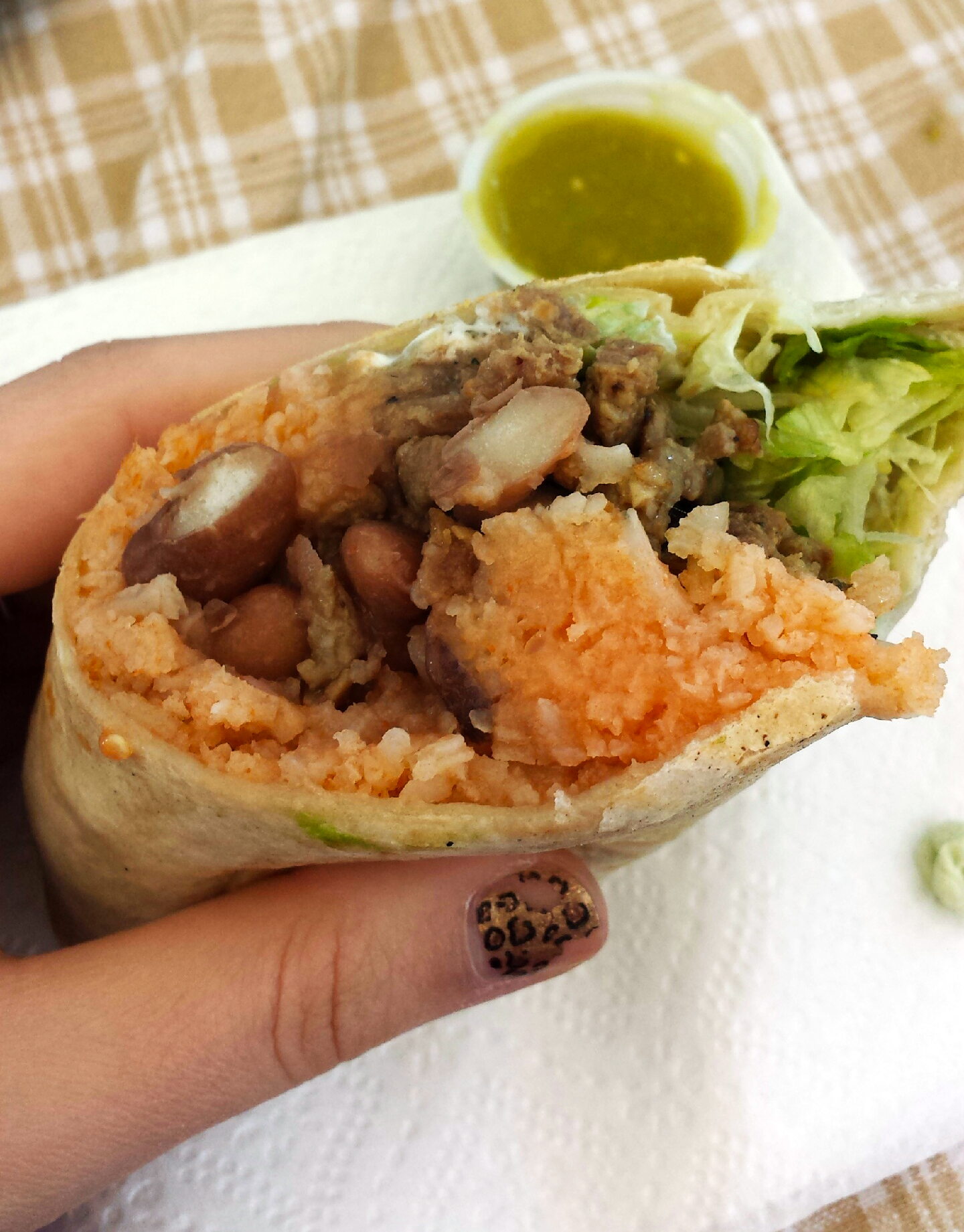
부리토
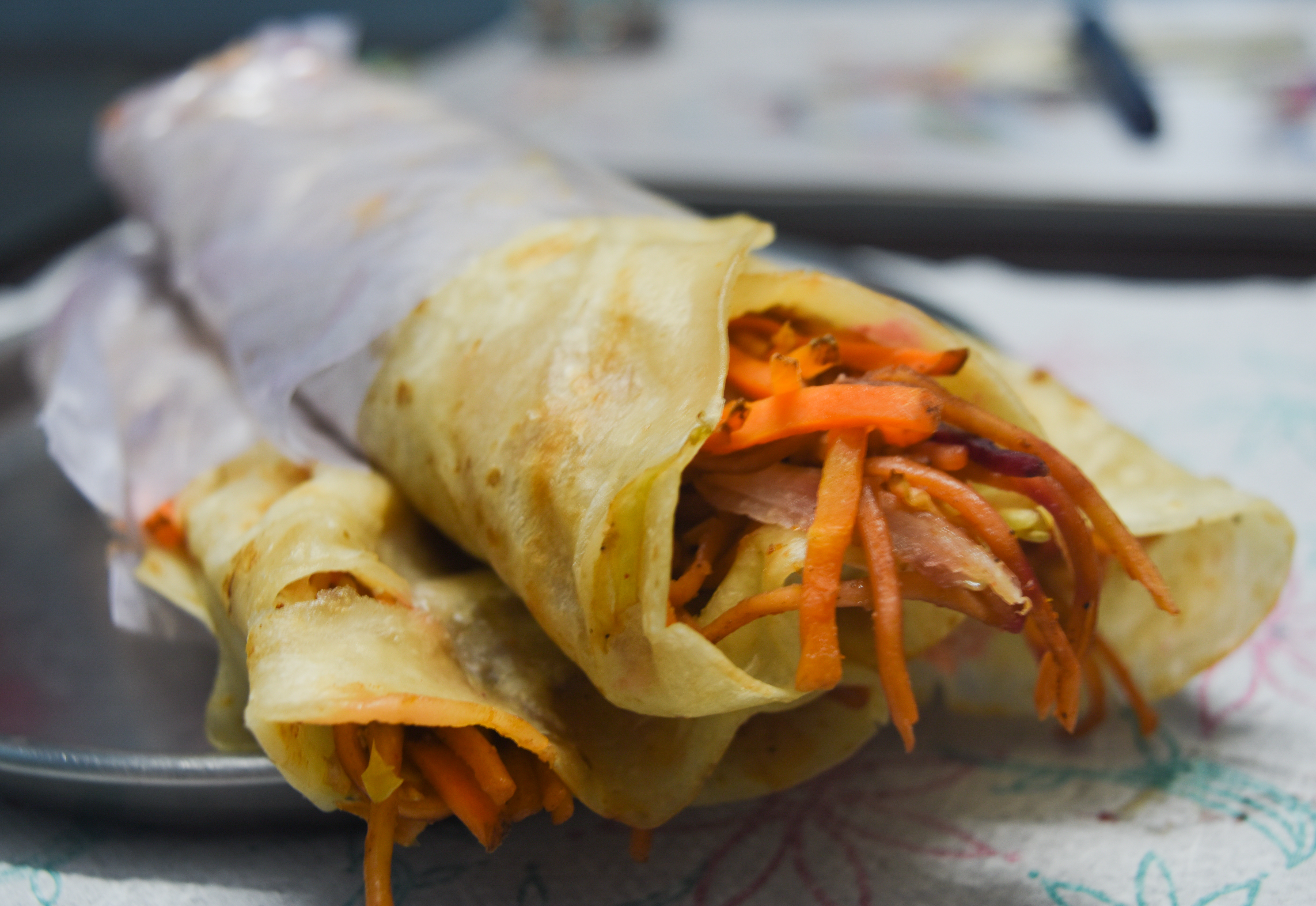
카티 롤

## 같이 보기
- 기로스
- 샤와르마
- 케밥